# Manang (distrito)
Manang é um distrito da zona de Gandaki, no Nepal.